# كيم بريدن
كيم بريدن (بالإنجليزية: Kim Braden)‏ هي ممثلة بريطانية، ولدت في 1949 في لندن في المملكة المتحدة.

## وصلات خارجية
- كيم بريدن على موقع IMDb (الإنجليزية)
- كيم بريدن على موقع قاعدة بيانات الفيلم (الإنجليزية)